# Montarlot
Montarlot – miejscowość i dawna gmina we Francji, w regionie Île-de-France, w departamencie Sekwana i Marna. W 2008 roku liczba ludności wynosiła 239 mieszkańców. 
W dniu 1 stycznia 2016 roku z połączenia trzech ówczesnych gmin – Épisy, Montarlot oraz Orvanne – utworzono nową gminę Moret-Loing-et-Orvanne. Siedzibą gminy została miejscowość Moret-sur-Loing. 